# 리처 (TV 시리즈)
리처(Reacher)는 닉 산토라가 아마존 프라임 비디오용으로 개발한 미국의 액션 범죄 TV 시리즈이다. 리 차일드의 잭 리처 책 시리즈를 기반으로 한 이 작품은 자칭 부랑자이자 강력한 힘, 지성 및 능력을 갖춘 전직 미 육군 헌병인 앨런 리치슨이 타이틀 캐릭터로 출연한다. 여행하는 동안 리처는 위험한 범죄자들과 마주치며 강제로 전투를 벌이게 된다.
리처의 첫 번째 시즌은 차일드의 1997년 데뷔 소설인 킬링 플로어(Killing Floor)를 기반으로 했으며 2022년 2월 4일에 개봉되었다. 배드 럭 앤드 트러블(Bad Luck and Trouble, 2007)을 기반으로 한 두 번째 시즌은 2023년 12월 15일에 시작되어 1월에 끝났다. 2023년 12월 초, 시리즈 스타인 앨런 리치슨은 2003년 소설 퍼수에이더(Persuader)를 기반으로 세 번째 시즌의 촬영이 시작되었다고 밝혔다. 이 시리즈의 성공으로 인해 마리아 스텐(Maria Sten)의 프랜시스 니글리에 초점을 맞춘 스핀오프가 발표되었다.